# Troisième circonscription de la préfecture d'Ehime
La troisième circonscription de la préfecture d'Ehime (愛媛県第3区, Ehime-ken dai-san-ku) est l'une des quatre circonscriptions législatives que compte la préfecture d'Ehime au Japon. Cette circonscription comptait 260 797 électeurs en date du 1er septembre 2021.

## Description géographique
La troisième circonscription de la préfecture d'Ehime regroupe les villes de Niihama, Saijō et Shikokuchūō.

## Députés
| Législature | Début de mandat | Fin de mandat | Député élu            |  | Parti politique |
| ----------- | --------------- | ------------- | --------------------- |  | --------------- |
| 41e         | 1996            | 2000          | Shin'ya Ono (ja)      |  | PLD             |
| 42e         | 2000            | 2003          | Shin'ya Ono (ja)      |  | PLD             |
| 43e         | 2003            | 2005          | Shin'ya Ono (ja)      |  | PLD             |
| 44e         | 2005            | 2009          | Shin'ya Ono (ja)      |  | PLD             |
| 45e         | 2009            | 2012          | Yōichi Shiraishi (ja) |  | PDJ             |
| 46e         | 2012            | 2014          | Tōru Shiraishi (ja)   |  | PLD             |
| 47e         | 2014            | 2017          | Tōru Shiraishi (ja)   |  | PLD             |
| 48e         | 2017            | 2021          | Yōichi Shiraishi      |  | PE              |
| 49e         | 2021            | -             | Takumi Ihara (ja)     |  | PLD             |